# Almost Blue (película de 1993)
Almost Blue es una película de drama y suspenso de 1993, dirigida por Keoni Waxman, que a su vez la escribió, musicalizada por Nelson G. Hinds, en la fotografía estuvo Steven Finestone y los protagonistas son Michael Madsen, Lynette Walden y Garrett Morris, entre otros. El filme fue realizado por Postcard Picture, se estrenó el 4 de agosto de 1993.

## Sinopsis
El joven saxofonista de jazz, Morris Poole, se encuentra en el mejor momento de su carrera. Al fallecer su cónyuge, casi derrotado por el sufrimiento, se culpa a sí mismo. Luego de un tiempo halla un nuevo amor, acaba en una situación que le rememora la enigmática muerte de su amada.